# رادنی کوتریل
 رادنی میخائیل جان کوتریل (انگلیسی: Rodney Michael John Cotterill؛ زاده ۲۷ سپتامبر ۱۹۳۳ درگذشته ۲۴ ژوئن ۲۰۰۷) یک فیزیک‌دان و عصب شناس انگلیسی - دانمارکی بود که در کالج دانشگاهی لندن و دانشگاه کمبریج تحصیل کرده بود . تا سال ۱۹۶۷ به عنوان استاد دانشگاه صنعتی دانمارک مشغول فعالیت بود و بعد از پنج سال به عنوان محقق در آزمایشگاه ملی آرگون فعالیت‌های علمی خود را ادامه داد .

## حرفه علمی
کوتریل دانشمندی پرکار بود که از او بیش از دویست عنوان مقاله و کتاب در زمینه‌های فیزیک، زیست شناسی و پزشکی منتشر شده‌است . تحقیقات اولیه وی در زمینه علم مواد بوده‌است او به تدریج به بیوفیزیک و فیزیک مغز بیشتر علاقه‌مند شد و در این زمینه مطالعات بیشتری را به انجام رساند .
سخنرانی او در دانشگاه صنعتی دانمارک در زمینه بیو فیزیک و فیزیک مغز در میان دانشجویان مورد استقبال قرار گرفت و در سال ۲۰۰۱ میلادی موفق به دریافت جایزه "مدرس سال" شد.